# Kabinet-Sheinbaum
Het kabinet-Sheinbaum is het Mexicaanse kabinet dat van 1 oktober 2024 tot 30 september 2030 onder leiding van president Claudia Sheinbaum Pardo de uitvoerende macht bekleedt van de Mexicaanse regering op federaal niveau. Het kabinet wordt gevormd door ministers, de juridisch adviseur en het hoofd van het bureau van de President.
| Ambt | Bekleder | Bekleder            | Bekleder                        | Termijn                       | Politieke partij |
| --- | -------- | ------------------- | ------------------------------- | ----------------------------- | ---------------- |
| President van Mexico                                                                                                 |          |                     | Claudia Sheinbaum               | 1 Oktober 2024 -              |                  |
| Secretario de Gobernación (Minister van Binnenlandse Zaken)                                                          |          |                     | Rosa Icela Rodríguez            | 1 Oktober 2024 -              |                  |
| Secretario de Relaciones Exteriores (Minister van Buitenlandse Zaken)                                                |          |                     | Juan Ramón de la Fuente         | 1 Oktober 2024 -              | Onafhankelijk    |
| Secretario de la Defensa Nacional (Minister van Defensie)                                                            |          |                     | Ricardo Trevilla Trejo          | 1 Oktober 2024 -              | Militair         |
| Secretario de Marina (Minister van Marine)                                                                           |          |                     | Raymundo Pedro Morales Ángeles  | 1 Oktober 2024 -              | Militair         |
| Secretario de Seguridad y Protección Ciudadana (Minister van Veiligheid en Bescherming Burgerbevolking)              |          |                     | Omar García Harfuch             | 1 Oktober 2024 -              |                  |
| Secretario de Hacienda y Crédito Público (Minister van Financiën)                                                    |          |                     | Rogelio Ramírez de la O         | 1 Oktober 2024 - 7 Maart 2025 |                  |
| Secretario de Hacienda y Crédito Público (Minister van Financiën)                                                    |          | Edgar Amador Zamora | 8 Maart 2025 -                  |                               |                  |
| Secretario de Bienestar (Minister van Welzijn)                                                                       |          |                     | Ariadna Montiel Reyes           | 1 Oktober 2024 -              |                  |
| Secretario de Medio Ambiente y Recursos Naturales (Minister van Milieu en Natuurlijke Hulpbronnen)                   |          |                     | Alicia Bárcena Ibarra           | 1 Oktober 2024 -              | Onafhankelijk    |
| Secretario de Energía (Minister van Energie)                                                                         |          |                     | Luz Elena González Escobar      | 1 Oktober 2024 -              | Onafhankelijk    |
| Secretario de Economía (Minister van Economische Zaken)                                                              |          |                     | Marcelo Ebrard                  | 1 Oktober 2024 -              |                  |
| Secretario de Agricultura y Desarrollo Rural (Minister van Landbouw en Rurale Ontwikkeling)                          |          |                     | Julio Berdegué Sacristán        | 1 Oktober 2024 -              | Onafhankelijk    |
| Secretario de Infraestructura, Comunicaciones y Transportes (Minister van Infrastructuur, Communicatie en Transport) |          |                     | Jesús Antonio Esteva Medina     | 1 Oktober 2024 -              | Onafhankelijk    |
| Secretario de la Función Pública (Minister van Openbaar Bestuur)                                                     |          |                     | Raquel Buenrostro Sánchez       | 1 Oktober 2024 -              | Onafhankelijk    |
| Secretario de Educación Pública (Minister van Openbaar Onderwijs)                                                    |          |                     | Mario Delgado Carrillo          | 1 Oktober 2024 -              |                  |
| Secretario de Salud (Minister van Volksgezondheid)                                                                   |          |                     | David Kershenobich Stalnikowitz | 1 Oktober 2024 -              | Onafhankelijk    |
| Secretario del Trabajo y Previsión Social (Minister van Arbeid en Sociale Verzekering)                               |          |                     | Marath Baruch Bolaños López     | 1 Oktober 2024 -              |                  |
| Secretario de Desarrollo Agrario, Territorial y Urbano (Minister van Ruimtelijke Ordening)                           |          |                     | Edna Elena Vega Rangel          | 1 Oktober 2024 -              | Onafhankelijk    |
| Secretario de Cultura (Minister van Cultuur)                                                                         |          |                     | Claudia Curiel de Icaza         | 1 Oktober 2024 -              | Onafhankelijk    |
| Secretario de Turismo (Minister van Toerisme)                                                                        |          |                     | Josefina Rodriguez Zamora       | 1 Oktober 2024 -              | Onafhankelijk    |
| Secretario de Ciencia, Humanidades, Tecnología e Innovación (Minister van Wetenschap, Technologie en Innovatie)      |          |                     | Rosaura Ruiz Gutiérrez          | 1 Oktober 2024 -              | Onafhankelijk    |
| Secretario de las Mujeres (Minister van Vrouwenzaken)                                                                |          |                     | Citlalli Hernández              | 1 Oktober 2024 -              |                  |
| Consejero Jurídico del Ejecutivo Federal (Juridisch Adviseur van de Federale Uitvoerende Macht)                      |          |                     | Ernestina Godoy Ramos           | 1 Oktober 2024 -              |                  |
| Jefe de la Oficina de la Presidencia (Hoofd van het Bureau van de President)                                         |          |                     | Lázaro Cárdenas Batel           | 1 Oktober 2024 -              |                  |